# Lespesia aurulans
Lespesia aurulans là một loài ruồi trong họ Tachinidae.